# CBX3
CBX3 (англ. Chromobox 3) – білок, який кодується однойменним геном, розташованим у людей на короткому плечі 7-ї хромосоми.  Довжина поліпептидного ланцюга білка становить 183 амінокислот, а молекулярна маса — 20 811.
| 10         |  | 20         |  | 30         |  | 40         |  | 50         |
| ---------- |  | ---------- |  | ---------- |  | ---------- |  | ---------- |
| MASNKTTLQK |  | MGKKQNGKSK |  | KVEEAEPEEF |  | VVEKVLDRRV |  | VNGKVEYFLK |
| WKGFTDADNT |  | WEPEENLDCP |  | ELIEAFLNSQ |  | KAGKEKDGTK |  | RKSLSDSESD |
| DSKSKKKRDA |  | ADKPRGFARG |  | LDPERIIGAT |  | DSSGELMFLM |  | KWKDSDEADL |
| VLAKEANMKC |  | PQIVIAFYEE |  | RLTWHSCPED |  | EAQ        |  |            |

A: Аланін

C: Цистеїн

D: Аспарагінова кислота

E: Глутамінова кислота

F: Фенілаланін

G: Гліцин

H: Гістидин

I: Ізолейцин

K: Лізин

L: Лейцин

M: Метіонін

N: Аспарагін

P: Пролін

Q: Глутамін

R: Аргінін

S: Серин

T: Треонін

V: Валін

W: Триптофан

Кодований геном білок за функціями належить до репресорів, регуляторів хроматину. 
Задіяний у таких біологічних процесах як транскрипція, регуляція транскрипції, біологічні ритми. 
Локалізований у ядрі.